# Dichaetomyia vicaria
Espèce
Synonymes
Dichaetomyia personata
Spilogaster rufa
Dichaetomyia rufa
Dichaetomyia vicaria est une espèce d'insectes Diptères de la famille des Muscidae, décrite par Francis Walker en 1859.